# Затерянный мир (фильм, 1992)
«Затерянный мир» (англ. The Lost World) — канадский художественный фильм по мотивам одноимённого романа Артура Конан Дойля.

## Сюжет
Профессор Челленджер (Джон Рис-Дэвис) и ищущий сенсационные новости журналист Эдвард Мелоун (Эрик МакКормак) решают организовать экспедицию в Африку в долину реки Луалаба. Цель их экспедиции заключается в подтверждении или опровержении идеи профессора о существовании в центре Африки живых динозавров. Профессор Челленджер рассказывает, что в одном из африканских поселений он встретил находящегося при смерти путешественника Мэпла Уайта, передавшего ему альбом с зарисовками и указавшего направление. Челленджер, отправившийся в указанном направлении, оказался на высокогорном плато, где и увидел пролетавшего птеродактиля. Из-за ранения и предательства помощника Педро профессор не сумел пройти дальше.
Вернувшись домой, Челленджер настаивал на организации экспедиции. Экспедиция была организована его противником — профессором Саммерли (Дэвид Уорнер), в неё также вошли фотограф Дженни Нильсон (Тамара Горски), 13-летний безбилетник Джим (Даррен Меркер) и чернокожая Малу (Натания Стэнфорд), которая вызвалась провести экспедицию через непролазные джунгли.
Настойчивый Челленджер сумел инкогнито добраться до Африки и, невзирая на недовольство Саммерли, всё же войти в состав экспедиции. Путешественники добрались до места назначения, где они обнаруживают горное плато, на котором обитают динозавры, птеродактили и первобытные люди. Однако возникают непредвиденные осложнения: проводник Гомес, оказавшийся братом убитого профессором Педро, отрезает канат, по которому члены экспедиции забрались на плато.
На плато путешественники обнаруживают анатозавров. Профессор Саммерли находит пещеру, в которой можно было бы найти причины существования плато, однако живущие в ней птеродактили не дают ему провести исследование. Джим, взобравшийся на скалу, видит с неё озеро и замечает человека. Ночью Джим отправился к озеру, за ним следуют Эдвард и Малу и спасают его от плотоядного динозавра с помощью плодов с отвратительным запахом. Вернувшись в лагерь, они выясняют, что их друзья похищены племенем диких людей, которые хотят принести членов экспедиции и людей из другого племени в жертву тираннозаврам, предварительно надев на них венки. Благодаря Джиму члены экспедиции и вождь племени остаются в живых.
Малу выясняет, что местные жители поклоняются динозаврам как богам. Несмотря на то, что раньше все люди племени поклонялись только растительноядным динозаврам, часть из них решила поклоняться и хищным, принося им человеческие жертвы, вследствие чего племя было разобщено. Племя, поклоняющееся плотоядным динозаврам, нападает, но в сражении их вождь погибает, и племя снова объединяется.
Челленджер учит дикарей земледелию. Саммерли выясняет, что растения венков обладают целебными свойствами; с их помощью удаётся вылечить детёныша птеродактиля по кличке Перслони (Перси).
Вождь племени в благодарность за помощь показывает героям тоннель, который ведёт с плато к внешнему миру. После того возвращения экспедиции с плато, Челленджер едва не гибнет в результате нападения Гомеса, но успевает выстрелить в него.
В Лондоне Челленджер и Саммерли докладывают о результатах экспедиции и представляют привезённого ими Перси. Однако в конце фильма во время посещения зоопарка Эдвард, Дженни и Джим выпускают Перси из клетки.